# 謝尚
謝 尚（しゃ しょう、永嘉2年（308年）- 升平元年5月11日（357年6月14日））は、中国の東晋の官僚・政治家。字は仁祖。本貫は陳郡陽夏県。豫章太守の謝鯤の子。謝安の従兄。康帝の皇后褚蒜子の母方の叔父にあたる。

## 経歴
幼いころから誠実な性格を持ち、聡明な上に早熟なので親戚らが奇しく思った。7歳に兄が亡くした際は礼法を超えるほど悲しみ、8歳に世情にも慣れて成人のように行動した。父の謝鯤と共に賓客を見送る時、ある者が謝尚を見て「この子は一座の顔回だ」と言うと、謝尚は「尼父（孔子）が座中にいないのに、どうして顔回を見分けるのですか？」と答え、すべての賓客が感嘆した。
10歳余りに父が亡くなると、葬儀で大泣きしたが、すぐに涙を止めて状況を説明するなど、普通の子供たちとは違う鷹揚さを示して弔問しに来た丹陽尹の温嶠を感心させた。成人になると、分別力に優れ、行いが気さくで俗世の事にこだわらなかった。紋様が描かれた下着の着用を好む癖があって親族のお年寄りから叱責されたこともあった。これを直してから名声が広く知られた。音楽に長けており、文芸にも精通して司徒の王導からその才能を重んじられ、竹林の七賢の一人である王戎に次ぐ「小安豊」と呼ばれた。司徒府の掾として召され、父が封じられた咸亭侯を襲爵した。司徒府に初めて出勤して王導に面会した時、宴会の席で九官鳥の歌舞を真似してほしいと勧められた。謝尚は快く応じて服と頭巾を便利に整え、王導を始めとする聴衆が調子に合わせながら見守る中、視線は意識しないまま踊ったという。
西曹の属官に転じ、会稽王友となり、給事黄門侍郎に補任された。建威将軍・歴陽太守となったが、将軍の号は維持したまま督江夏義陽隨三郡軍事・江夏相に転じた。当時、武昌に鎮守していた安西将軍の庾翼とはよく軍務を論じた。ある日、謝尚が庾翼と共に弓術試合を行う時、庾翼は「卿が命中させれば、当に鼓吹を賞としてあげます」と提案した。謝尚の矢が的に命中すると、庾翼は約束通り鼓吹を贈ってくれた。謝尚の施政は清簡であり、外地に赴任した際には郡の府僚が彼のために建てた烏布帳を撤去し、その材料を兵士の服地で充てた。
建元2年（344年）、詔により南中郎将となり軍の指揮権を与えられた。庾冰が死去すると、本号を変えて督豫州四郡・領江州刺史となった。まもなく西中郎将・督揚州之六郡諸軍事・豫州刺史・仮節に転じ、歴陽に鎮守した。この頃、涇県令の陳幹を収監し殺害したために尚書令の顧和からその違法を追及されたが、褚太后の叔父であることから免責された。永和4年（348年）8月、大司馬桓温が華北の混乱を期して北伐を企てると、謝尚は軍を率いて寿春に向かい、安西将軍に就いた。永和8年（352年）、謝尚は前年に東晋に帰順した羌族首領の姚襄を迎え、北征して許昌に拠っていた張遇からも投降を受けた。しかし、謝尚は張遇を懐柔することに失敗し、不満を抱いた張遇は許昌の近くの誡橋で謝尚の軍を迎撃した。この戦いで大敗した東晋軍は1万5千の兵力を失い、謝尚は姚襄の護衛下で淮南へ逃げ帰した。
帰還後、褚太后の特命により号が降格され建威将軍となった。一方、謝尚が北伐に乗り出した際に枋頭に駐屯させた濮陽太守の戴施は冉魏の大将軍蒋幹から救援を請われると、その見返りとして永嘉の乱に際して晋王朝が前趙に奪われた伝国璽を要求した。戴施に説得された蒋幹は鄴の宮廷に所蔵されていた伝国璽を東晋に譲り、謝尚は騎兵300の護衛隊を付けてこれを建康へ送り穆帝に献上した。ときに許昌を占拠した前秦の楊平を急襲して撃破した。給事中に除授され、軺車・鼓吹を賜わっており、石頭城に鎮守した。
永和9年（353年）4月、尚書僕射を拝命され、同年12月には都督江西淮南諸軍事・前将軍・領豫州刺史・給事中となり歴陽に出陣した。都督豫州揚州之五郡軍事が加わり、在任中に治績をあげた。永和10年（354年）5月、上表して入朝を求めると、建康へ召還され僕射の事務を処理した。翌年、督并冀幽三州諸軍事・鎮西将軍の号が加わり、再び馬頭に鎮守した。洛陽を奪回した桓温が謝尚を都督四州諸軍事とし、洛陽に鎮守させることを上奏したが、謝尚はすでに病中だったので実行されなかった。升平初年、都督豫冀幽并四州諸軍事となった。病気が悪化すると、衛将軍に任じられ、散騎常侍が加わった。
升平元年5月庚午（357年6月14日）、歴陽で死去。享年は50。散騎常侍・衛将軍・開府儀同三司が追贈され、諡は簡といった。
息子がいなかったため、従弟の謝奕の子である謝康が爵位を継いだ。

## 家族

### 父母
- 父：謝鯤
- 母：中山劉氏[10]

### 妻
- 袁女正 - 袁耽の妹[11]。

### 妹
- 謝真石 - 褚裒に嫁ぐ。康献皇后の生母であり、尋陽郷君に封じられる[12]。

## 伝記資料
- 『晋書』巻79 列伝第49